# Balengou
Balengou est un village de l'ouest Cameroun, en « pays » Bamiléké. 
Situé dans le Département du Ndé, le village est à 25 km de Bangangté sur la route nationale Bangangté-Bafang.
Balengou fait partie des treize chefferies traditionnelles Bamiléké du département du Ndé.

## Histoire
À partir de Baleng, plusieurs chefferies vont être fondées comme Bandjoun, Balengou ou Bassap,.

Les Balengou sont originaires de Baleng, Mifi. Deux princes Baleng, évincés de la succession, migrent vers le sud avec une partie de la population. À Bandjoun, ils créent un royaume. Nyandjo qui a cédé le trône à son frère se sent à l’étroit. Il descend à Bamena, puis à Tchila qui possède une riche faune et flore. 

Après des conquêtes militaires et annexions de territoires voisins, le roi l’adopte, se prend d’affection pour lui et le nomme Ta’, "chef des guerriers". Il use de ruse et annexe Tchila, qui deviendra un quartier de Balengou. Le premier notable du nouveau royaume sera toujours un Tchila. Ce notable assure l’intérim, en cas de vacances et participe aux décisions concernant le royaume Balengou.
Balengou s'est toujours méfié de l'impérialisme. À l'arrivée des Allemands, le chef se montre prudent et interdit tout contact avec l’homme blanc. Avec les Français, les rapports sont conflictuels et le roi Tchienkoua ira en prison à Dschang.
Les maquisards brûlent le palais en 1959, lors de la guerre bamiléké, palais reconstruit par l'actuel souverain.

## Géographie

### Situation
Balengou est située dans l’arrondissement de Bazou, département du Ndé, région de l'Ouest au Cameroun. Elle est traversée par une route bitumée. 
| Bamena     | Bamena   | Bangangté |
| Batchingou | Balengou | Bazou,    |
| Nkam       | Nkam     | Bazou     |